# Капитан Пронин
«Капита́н Про́нин» — российский четырёхсерийный мультипликационный сериал творческого объединения «Экран», главный герой которого — русский супергерой, внук майора Пронина.

## История
В начале 1990-х годов мультипликатор Михаил Зайцев задумал создать пародию на советские фильмы, подражавшие западным боевикам. Для пародии ему потребовался персонаж, известный в народе, на роль которого подходил майор Пронин, известный по книгам Льва Овалова. Однако основным героем серии мультфильмов было решено сделать его внука капитана Пронина, а сам майор появляется в мультфильмах эпизодически.

## Мультипликационный сериал
Главный герой мультсериала, капитан Пронин, служит в советской милиции и борется с разными злодеями.
Мультипликационный сериал состоит из четырёх серий:
1992 — «Капитан Пронин — внук майора Пронина»
- режиссёр — Михаил Зайцев
- оператор — Эрнст Гаман
- композитор — Тарас Буевский
- текст песни — Сергей Лемох
- сценарист и художники — Михаил Зайцев, Розалия Зельма
- художник-постановщик — Татьяна Абалакина

Роли озвучивали:
- Игорь Верник — капитан Пронин
- Рогволд Суховерко — Остап Тарасович Ментура, полковник милиции, он же шеф мафии
- Всеволод Абдулов -— Свистунов / майор Пронин / Джеймс Бонд
- Татьяна Сергеева — Путана / жена Пронина
- Александр Пожаров — Мышьякович / ниндзя

1993 — «Капитан Пронин 2: в Америке (мультбоевик)»
- режиссёры — Розалия Зельма, Михаил Зайцев
- сценарист и художник-постановщик — Михаил Зайцев
- оператор — Эрнст Гаман
- композитор и аранжировщик — Тарас Буевский
- текст песни — Сергей Лемох

Роли озвучивали:
- Игорь Верник — капитан Пронин
- Всеволод Абдулов — Свистунов / бандиты / радиоведущий / Дон Корлеоне

1993 — «Капитан Пронин 3: в космосе (мульттриллер)»
- режиссёры — Михаил Зайцев, Розалия Зельма
- сценарист и художник-постановщик — Михаил Зайцев
- оператор — Эрнст Гаман
- композитор — Игорь Ефремов
- текст песни — Сергей Лемох

Роли озвучивали:
- Игорь Верник — капитан Пронин
- Рогволд Суховерко — командор имперской эскадры межгалактических захватчиков / космический пират
- Всеволод Абдулов -— навигатор / космический пират / члены приёмной комиссии в милицейской академии / воин Сириуса
- Людмила Ильина — принцесса Сириуса Деспа

1994 — «Капитан Пронин 4: в опере (мультдетектив)»
- сценаристы и режиссёры — Розалия Зельма, Михаил Зайцев
- художник-постановщик — Михаил Зайцев
- оператор — Эрнст Гаман
- композитор — Тарас Буевский
- текст песни — С. Лемох

Роли озвучивали:
- Игорь Верник — капитан Пронин
- Александр Пожаров — директор театра / артист балета / Ленский / старшина Пилипук / военный
- В.Белов — телеведущий / Ленский

Капитан Пронин — внук майора Пронина
Капитан Пронин по наводке своего начальника Остапа Тарасовича отправляется в кооп кафе «Малина», подозреваемое в «безобразиях». На месте он узнаёт, что в кафе распространяются наркотики. По наводке от хозяина кафе, наркоторговца Свистунова, капитан отправляется в отель, где пересекается с «путаной» и добывает её сумочку с записной книжкой в ходе битвы с ней. Дома Пронин пытается изучить книжку, но попадает в заложники к «путане», которая до этого задержала его жену. Его отвозят в нарколабораторию, где он «знакомится» с Мышьяковичем, изготовителем наркотиков и любителем экспериментов над людьми. Эксперимент над самим Прониным прерывает доселе скрывавшийся агент Джеймс Бонд, который охотится за Мышьяковичем уже давно. Бонд гранатой обезвреживает «медиков» и освобождает капитана. Сам Пронин спасает свою жену,  и направляется к начальнику где выясняется, что начальник и был шефом наркомафии. Шеф пытается убить Пронина, но его прерывает появление дедушки капитана, майора Пронина, который поймал Джеймса Бонда, считая его шпионом. Серия заканчивается арестом шефа мафии.
Капитан Пронин 2: в Америке (мультбоевик)
Американский мафиози Дон Корлеоне держит президента США в страхе за свою жизнь и капитан Пронин отправляется в Штаты, чтобы разобраться с ним. Задержанный на таможне Свистунов подтверждает, что он работает на американскую мафию. Пользуясь его личностью, Пронин летит в Штаты вместо него. На месте Пронин встречается с мафией и уличает их в подделке денег. Разобравшись с членами мафии, Пронин прибывает к самому Дону Корлеоне, который к тому моменту уже раскрыл его. В ходе потасовки в офисе Корлеоне, крёстный отец мафии, активирует «убийственный механизм» компьютера и покидает комнату. Компьютер побеждает Пронина, лишая его головы, но сам попадает в холодильник и замораживается. Внезапно выясняется, что в куртке Свистунова всё это время был робот, а настоящий Пронин в этот момент задерживал самого Корлеоне. Разобравшись с мафиози, капитан будит президента США и говорит, что тот теперь может спать спокойно.
Капитан Пронин 3: в космосе (мульттриллер)
Капитан Пронин сдаёт вступительный экзамен в милицейской академии. Ему попадается билет с вопросом о маскировке. Как бы отвечая на вопрос, Пронин исчезает на глазах экзаменаторов, хотя на самом деле его телепортируют к себе на корабль инопланетяне-имперцы, задумавшие оккупировать Землю. Отказавшись от сотрудничества, Пронин сбегает с корабля имперцев, но его самого ловят космические пираты. Тем временем к имперцам прибывает принцесса Деспа, наследная владычица Сириуса. Император шантажом пытается добиться её сердца, но в этот момент появляется Пронин, который обыграл пиратов в азартные игры и выиграл у них абсолютно всё, включая их собственный корабль и радиопередатчик. По наводке Пронина, флот Сириуса находит корабли имперцев и нападает на них. Император пытается убить Деспу и Пронина, но падает от резиновой дубинки. Пронин, отказываясь от руки Деспы, возвращается на Землю и «успешно» сдаёт вступительный экзамен, который, в силу его «способностей к маскировке», становится для него выпускным.
Капитан Пронин 4: в опере (мультдетектив)
Во время уже восьмого исполнения оперы Чайковского «Евгений Онегин» в прямом эфире погибает актёр, исполняющий роль Ленского. Капитан Пронин находит это подозрительным и прибывает в здание оперы, чтобы расследовать это дело. Пронин попадает на приём к директору оперы и пытается получить роль Ленского, но не соответствует требованиям и директор выгоняет его. В коридоре капитан меняется нарядами с балериной и попадает на сцену, где проваливается под пол и обнаруживает «убитых» актёров. Выясняется, что директор и актёры инсценировали смерти чтобы поднять популярность оперы. По наводке Пронина, группа захвата окружает здание и арестовывает директора. В конце серии к Пронину прибывает старшина Пилипук и докладывает о ещё одном подобном преступлении в другой опере.
Помимо основной серии мультфильмов, в 1994 году «Юнафильмом» была выпущена компиляция мультфильмов «Возвращение кота Леопольда» с участием капитана Пронина.

### Саундтрек
Саундтрек к мультсериалу написал Сергей Лемох, участник группы «Кар-Мэн». В мультсериале присутствует скрытая реклама группы «Кар-Мэн». Киборг-убийца из 2-й серии пародирует Сергея Лемоха. На мониторе компьютера, который трансформируется в киборга, на секунду появляется «CAR-MAN» («человек-машина»).

### Отсылки к другим персонажам

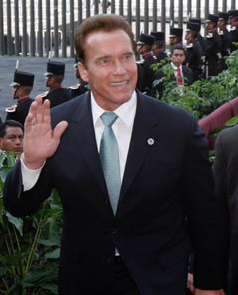
Арнольд Шварценеггер — прототип внешности капитана Пронина

Образ капитана имеет внешнее сходство с Иваном Данко — персонажем, которого сыграл Арнольд Шварценеггер в фильме «Красная жара».
В мультфильмах появляются рисованные персонажи героев зарубежного кинематографа — Джеймс Бонд, Дарт Вейдер и дон Корлеоне (главный злодей в третьей серии носит характерную маску), а также президент США Билл Клинтон.

## Комиксы

### Книги
В 1996 году после успеха мультфильма Михаилом Зайцевым в соавторстве с Сергеем Белорусцем был написан детектив-пародия в прозе «Супермент — Триллеры о капитане Пронине», основанный на похождениях капитана Пронина, который можно рассматривать как три отдельных произведения: «Триллеры про капитана Пронина», «Кунг-фу от капитана Пронина» и «Боевые задачи капитана Пронина». Повесть «Капитан Пронин против Шаолиня, или Сорок восемь часов из жизни капитана Пронина» из книги «Кунг-фу от капитана Пронина» была напечатана в девятом номере журнала Союза писателей Москвы «Кольцо А». В 2013 году вышла книга «Супермент, или Воспоминания о капитане Пронине» М. Зайцева совместно с С. Белорусцем под издательством «ФТМ».

### Компьютерная игра
В 1997 году вышла компьютерная игра для PC «Капитан Пронин: Один против всех». Позже игра неофициально была выпущена для Sony PlayStation. Игра представляет собой текстовый квест и имеет около 400 вариантов прохождения и более 200 игровых сцен. В игре нужно бороться с преступностью и выполнять различные задания.